# Théodore Vibert
Pour les articles homonymes, voir Vibert.
Théodore Vibert, né le 9 septembre 1813 à Soisy-sur-Seine et mort le 13 mars 1850 à Paris, est un des premiers associés de la maison Goupil, marchand, éditeur et galerie d'art français du XIXe siècle.

## Biographie

### Famille

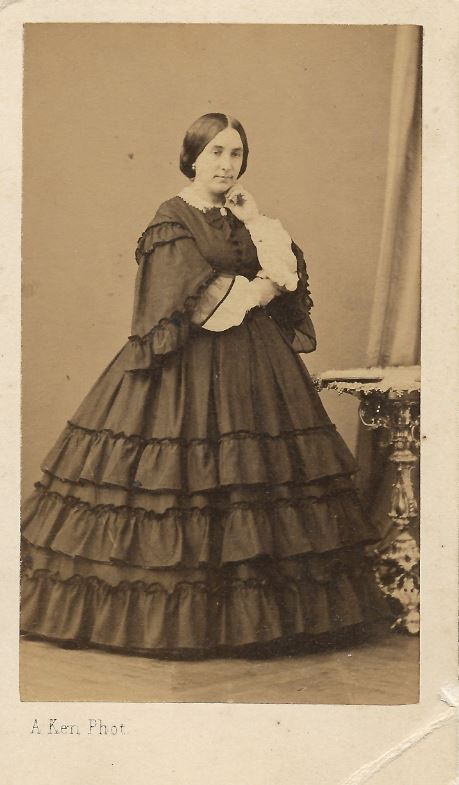
Louise-Georgina Jazet. Collection privée.

Théodore Vibert est le fils du rosiériste Jean-Pierre Vibert et d'Adélaïde Charlotte Heu. Il se marie le 30 mars 1839 avec Louise-Georgina Jazet, fille du graveur Jean-Pierre-Marie Jazet. Le couple a deux enfants : Jean-Georges Vibert, le peintre, et Alice Vibert qui épouse Étienne-Prosper Berne Bellecour. Louise-Georgina Jazet, veuve à l'âge de vingt-sept ans, se remarie deux fois : avec Eugène-Ferdinand Buttura (1851) puis Auguste-Marie Lechevalier (1877). Elle décède le 19 avril 1923, à cent ans.

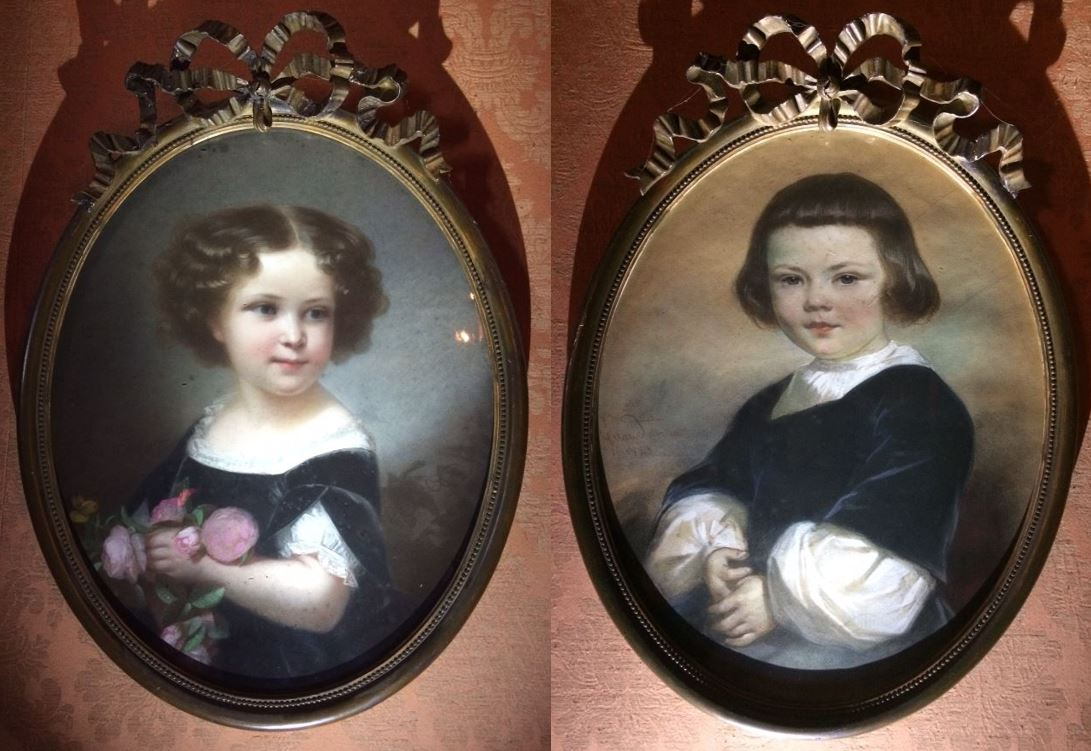
Portraits des deux enfants de Théodore Vibert : Alice et Jean-Georges. Collection privée.

### L'associé de la maison Goupil
Dès 1840, Théodore Vibert se rapproche d'Adolphe Goupil. Le 8 janvier 1842 il officialise son association et la raison sociale de la maison Goupil devient Goupil & Vibert de 1841 à 1846, puis Goupil, Vibert & Cie de 1846 à 1850. Les deux associés forment une société en nom collectif dont l'objet social est le commerce d'estampes, l'achat, la vente et l'édition dans ses différentes branches. Pour cela, Théodore Vibert arrête ses activités de notaire et rachète le fonds de commerce de son beau-père pour 150 000 francs. Il apporte ensuite sa propre maison d'édition et le stock de plaques de Jean-Pierre-Marie Jazet. L'ensemble est valorisé 220 000 francs.

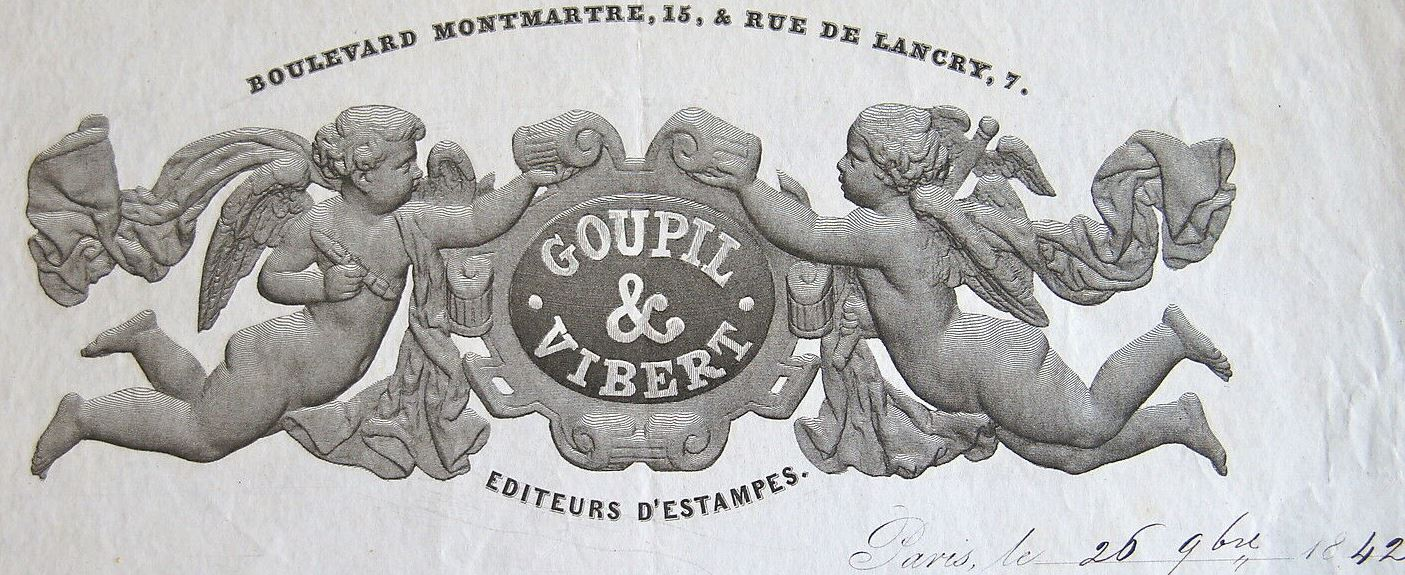
En-tête d'une facture de 1842.

### Paris et les prémices de l'international
Théodore Vibert et Adolphe Goupil installent le siège social et le magasin principal de la maison Goupil sur le Boulevard Montmartre, l'atelier et la galerie d'exposition au 7 rue de Lancry, l'ancienne adresse de Jazet. Un nouvel atelier, un nouveau magasin et une nouvelle galerie sont installés ensuite au 12 rue d'Enghien.
En 1846, Théodore Vibert vend la moitié de ses parts à l'avocat Alfred Mainguet. Les trois associés diversifient leurs activités en achetant des peintures, dessins et sculptures, tout en entretenant leurs contacts à Londres (1840), La Haye (1835), Berlin (1835) et New-York (1847).

### L'aventure américaine

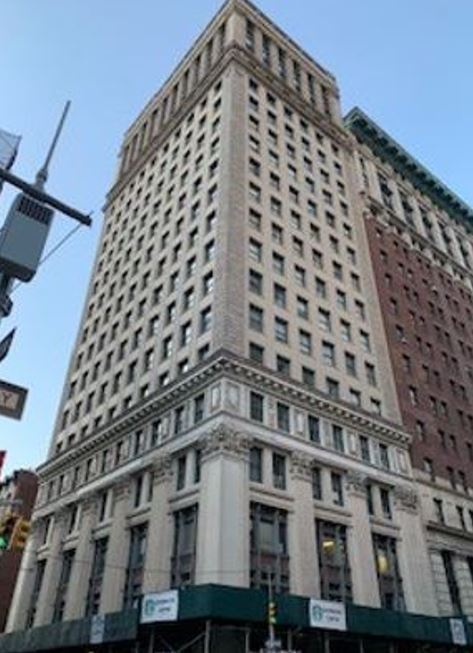
289 Broadway, New-York, 2020.

Théodore Vibert reprend la gestion des affaires de la société aux États-Unis pour promouvoir les artistes européens sur ce nouveau marché. Les voyages transatlantiques entre Londres ou Le Havre et New-York commencent pour Vibert qui réorganise le bureau tenu par William Schaus depuis 1847. Ces allers-retours sont coûteux et périlleux. Il faut quinze jours aux navires les plus rapides comme le Great Western pour relier les deux continents.
En 1848, la succursale de Goupil, Vibert & Cie est inaugurée à New-York, au 289 Broadway. Cette même année est créé l'International Art Union dont l'objectif est de diffuser le goût pour les beaux-arts dans une société américaine qui s'intéresse peu à la peinture européenne. Imaginé et organisé par la maison Goupil, l'International Art Union se met en concurrence directe avec l'American Art Union.
En 1849, Théodore Vibert parcourt les États-Unis pour apprendre les lois en vigueur et particulièrement celles traitant des droits de reproduction. Il en fait un rapport au gouvernement français.
En février 1850, c'est le dernier voyage : Théodore Vibert rentre en France. Malade, il décède un mois plus tard à trente-six ans au 14 de la rue d'Hauteville.
La valeur de la société, nette de toutes dettes, est évaluée à 944 000 francs.
Six ans plus tard, Alfred Mainguet, le nouvel associé de Goupil, explique : « La maladie mortelle que M. Vibert contracta dans ce pays, l'empêcha de compléter son œuvre. Il revint en France en février 1850 pour mourir un mois après. La mort de M. Vibert, homme d'une rare capacité, était une véritable calamité pour la maison ».
La maison Goupil poursuit ses activités, devenant l'un des premiers marchands d'art mondiaux, puis disparaît en 1920, soixante-dix ans après le décès de Théodore Vibert.